# Relaciones Angola-Portugal
Las relaciones entre Angola y Portugal son aquellas llevadas a cabo entre la República de Angola y la República Portuguesa. Dichas relaciones han mejorado significativamente desde que el gobierno angoleño abandonó el comunismo y adoptó la democracia nominalmente en 1991, adoptando un sistema pro-Estados Unidos y, en menor medida, a favor de la política exterior de Europa. Portugal gobernó Angola durante 400 años, colonizando el territorio desde 1483 hasta su independencia en 1975. La guerra de independencia de Angola no terminó en una victoria militar para ninguno de los bandos, sino que fue suspendida como resultado de un golpe en Portugal que reemplazó al régimen de Caetano con una Junta de Salvación Nacional.
Ambos países mantienen relaciones cercanas, siendo miembros de la Comunidad de Países de Lengua Portuguesa, organización que nuclea a aquellos países cuya lengua oficial y/o materna es el portugués y que alguna vez formaron parte del Imperio portugués, reteniendo lazos culturales y lingüísticos con la antigua metrópoli.

## Misiones diplomáticas residentes
- Angola tiene una embajada en Lisboa y un consulado-general en Oporto.
- Portugal tiene una embajada en Luanda y un consulado-general en Benguela.

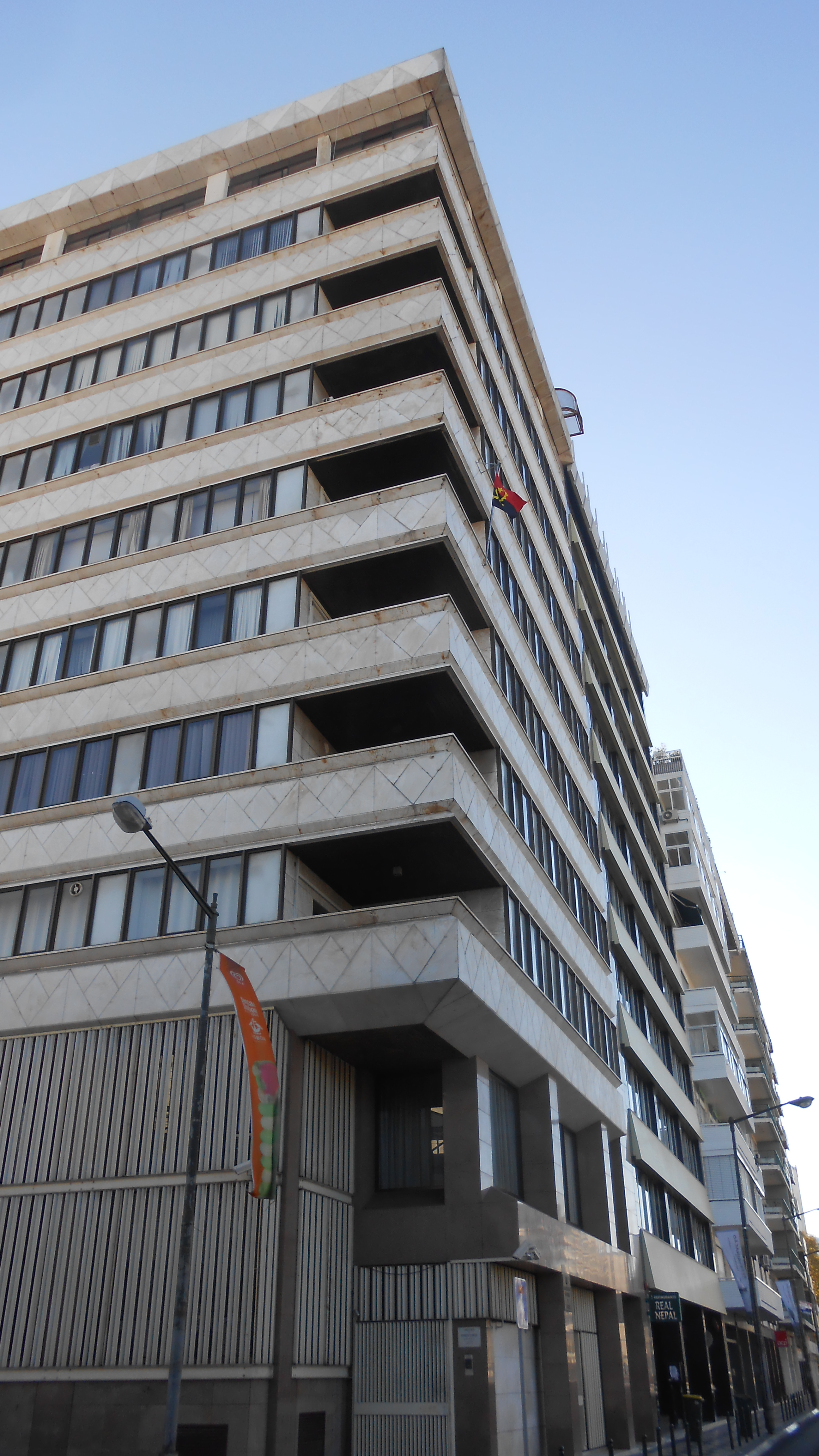
Embajada de Angola en Lisboa